# IDLE
IDLE, Kurzform für „Integrated Development and Learning Environment“, ist die seit 1998 dem Installer für die Programmiersprache Python beigegebene leichtgewichtige integrierte Entwicklungsumgebung (IDE). Sie ist vollständig in Python und dem Tkinter GUI-Toolkit, einem Wrapper für Tcl/Tk, geschrieben.
IDLE ist als einfache IDE gedacht und eignet sich für Anfänger, auch im Bildungsumfeld. Zu diesem Zweck ist sie plattformübergreifend und vermeidet eine Überladung mit komplizierten Funktionalitäten.
Die Hauptfunktionen sind:
- plattformübergreifend: funktioniert unter Windows, Unix und macOS weitgehend identisch.
- Python-Shell-Fenster (interaktiver Interpreter) mit Einfärbung von Codeeingaben, Ausgaben und Fehlermeldungen.
- Multi-Fenster-Text-Editor mit mehrfacher Rückgängigmachung, automatische Einrückung und Einfärbung des Quellcodes, Autovervollständigung und anderen Funktionen.
- Suchen in jedem Fenster, Ersetzen in Editorfenstern und Durchsuchen mehrerer Dateien.
- Debugger mit persistenten Haltepunkten, Stepping und Anzeige von globalen und lokalen Namensräumen.
- mehrere Dialogboxen für verschiedenste Funktionen und Konfigurationen.